# Győr visszafoglalása
Győr visszafoglalására a törököktől 1598-ban, a tizenöt éves háború első szakaszában került sor. A pontos dátum nem egyértelmű, egyes források szerint március 29-én került sor a csatára, a magyar források azonban március 28-ra virradó éjjelre teszik a csata pontos időpontját. A csata során a sikerült visszafoglalni az 1594 óta török fennhatóság alatt álló győri várat és ezáltal biztosítani Bécs biztonságát.

## Előzményei

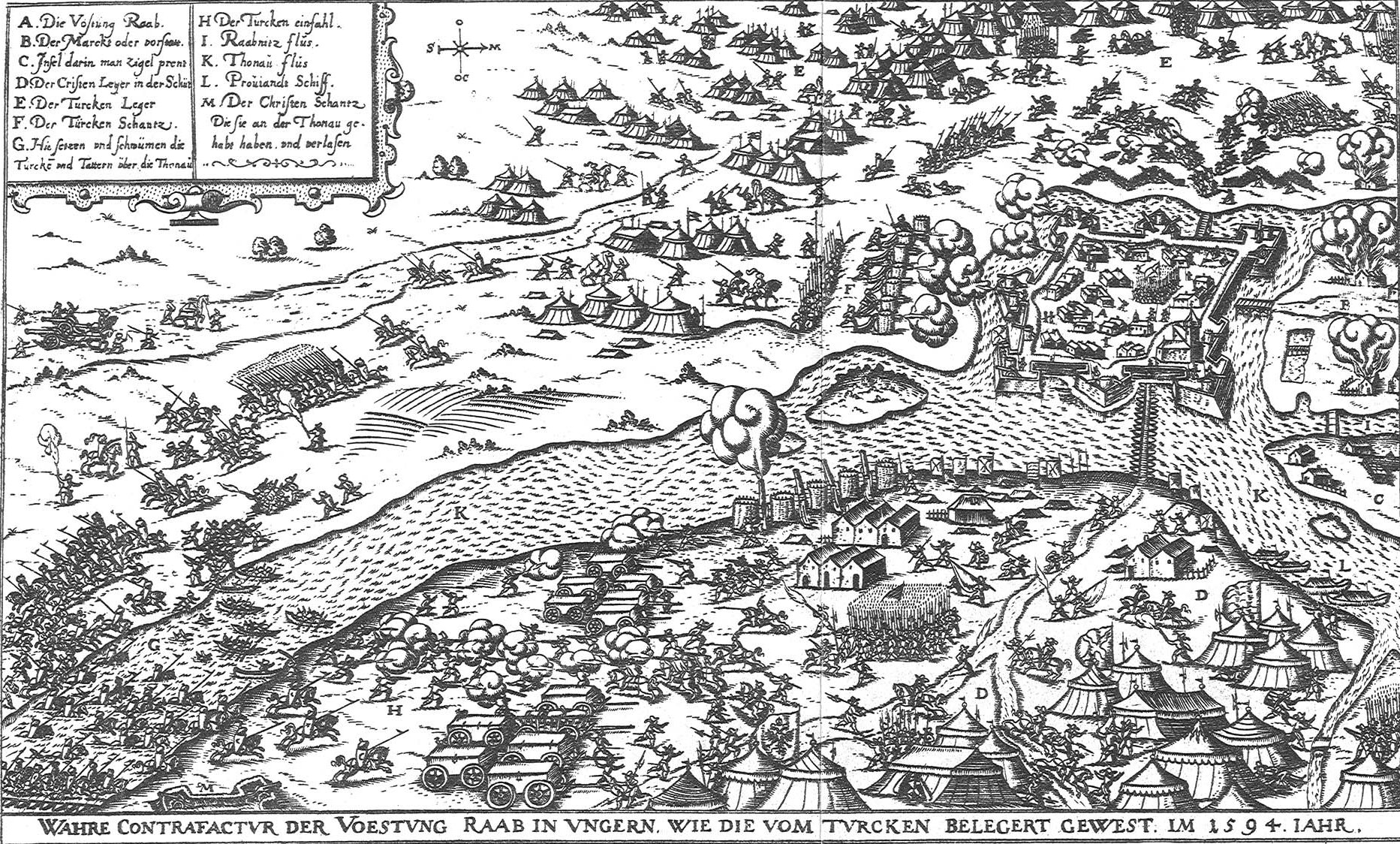
Győr ostroma 1594-ben

A tizenöt éves háború során a Habsburg Birodalom és támogatói az Oszmán Birodalom ellen vívott több csatát. A konfliktus kezdetén III. Mehmed oszmán szultán kisebb portyákat folytatott, azonban az egyre kiélesedő viszályok végül is egy huzamosabb ideig tartó háborúvá váltak. A harcok kezdetén a török seregek fontosabb győzelmeket arattak, ezek egyike Győr elfoglalása volt 1594-ben. A várat július 31–szeptember 29. között 61 napig védték, azonban a reménytelen helyzetet belátva a parancsnoka, Ferdinand zu Hardegg gróf, császári tábornok (1549–1595) feladta a várat szabad elvonulás fejében. Súlyos árulása és gyávasága miatt azonban hadbíróság elé állították és 1595. június 16-án kivégezték. A Bécshez közel fekvő győri vár török kézre jutása súlyos veszélyt jelentett a birodalom fővárosára, hiszen a törökök innen biztosítani tudták egy esetleges Bécs elleni ostrom akadálymentes utánpótlását. Mindemellett Győr esetleges visszafoglalása is emberpróbáló feladatnak tűnt, mivel a hatalmas védelmi arzenállal ellátott vár hosszú ideig képes volt ellenállni az esetleges rohamoknak.
1597–1603 között a háború második fele a Habsburg Birodalom és szövetségesei számára hozott számottevő sikereket. Bár már 1595-ben, Erdély belépését követően Visegrádot és Esztergomot is sikerült visszafoglalni, Győr visszafoglalására kísérletet csak 1597-ben tett III. Miksa osztrák főherceg, miután sikert aratott és bevette Pápát. Azonban szembe került volna III. Mehmeddel, ezért inkább kitért a harc elől.
1597-ben Pálffy Miklós Tata bevételekor egy új találmányt, a petárdát alkalmazta. Ez valójában egy erős robbanószerkezet volt, amit a várkapura helyezve fel lehetett robbantani, szabad utat törve az ostromlóknak a várba való bejutáshoz.

## A csata
Miután sikeresnek bizonyult az új találmány, a petárda, 1598-ban Adolf von Schwarzenberg és Miksa főherceg is egyetértett abban, hogy meg kell próbálni visszaszerezni Győrt. 1598-ban az országgyűlésen megszavazott nagyobb adóból származó jövedelmet is a vár visszafoglalására szánták. Bár az ütközetet későbbre tervezték, Adolf von Schwarzenberg már márciusban tervezni kezdte az ütközetet és előkészületeket hajtott végre.
Március elején a harci eszközöket Komáromba úsztatta, a hónap végére pedig Pálffy Miklós és Don Lopez is megérkezett, így a haderő 4-5 ezer főre emelkedett. A várat akkor jelentős létszámú sereg védte, 3-4 ezer fő. A várat március 28-ra virradó éjjelen támadták meg. Hasonlóan a Tatán bevetett taktikához, itt is petárdákkal akarták betörni a kaput, azonban a két robbanószer közül csak az egyik működött, de ez is elég kárt okozott ahhoz, hogy a várkapun bejuthassanak.
Az álmukból felriadt várvédők azonban nem hőköltek vissza, hanem ellenálltak a támadóknak, maga a várparancsnok, Ali bég is testőrei élén vette fel a küzdelmet a behatolókkal. A helyzet végül olyannyira kedvezőtlenné vált a támadók számára, hogy Pálffy Miklós, aki a várkaput biztosította az esetleges török felmentő sereggel szemben, végül is huszárait le kellett szállítsa lovaikról és a várban küzdők segítségére kellett sietnie. A túlerőbe került támadók így most már sikeresen visszaszorították a török várvédőket, a janicsárok egészen a Szentdombi bástyáig vonultak vissza, ahol végső kétségbeesésükben ketten felrobbantották a lőporraktárat, ezzel nagyjából 500 harcos, védő és támadó egyaránt, vesztette életét.
Azonban már ez sem tudott semmit sem változtatni a csata végkimenetelén, mely a támadók győzelmével és a vár visszafoglalásával ért véget. A csata során a török sereg részéről 1700 holtat számoltak, emellett 500-an estek fogságba, a támadók ellenben ennél kevesebb embert vesztettek, csupán 400-at, ám további 500 harcos megsebesült.

## Következményei
Schwarzenberg és Pálffy a megrongált győri erődítményeket gyorsan helyreállíttatta, majd a városban erős védőrséget hátrahagyva, csapataikkal tovább vonultak kelet felé. Július végén elfoglalták Győrszentmártont és ostrommal bevették Tata várát. Utána alig nyolc nap alatt visszafoglalták Várgesztest, Veszprémet, Várpalotát, Nagyvázsonyt és több kisebb észak-dunántúli várat. Ezután német-római birodalmi csapatokkal megerősítve Buda ostromára indultak.

## Érdekesség
Az 1598-as ostrom sikerhez kapcsolódik a a győri vaskakas legendája.